# Tiberios II.
Tiberios II. Konstantinos (Tiberius Constantinus, zemřel 13. srpna 582) byl byzantským císařem v letech 578 až 582.
Tiberios byl přítelem císaře Justina II., za něhož byl jmenován do hodnosti comes Excubitorum a v roce 565 byl vyslán na vojenské tažení proti Langobardům. V roce 574 byl na návrh císařovny Sofie Justinem povýšen do hodnosti caesara a tím se stal Justinovým spoluvládcem. Justin trpěl v této době duševní chorobou a sám už nebyl schopný vládnout. Během Tiberiova regentství byla situace na východní frontě stabilizována. V roce 575 pak Římané zasadili Peršanům citelnou porážku v bitvě u Melitene. Po smrti císaře Justina II. v roce 578 se stal Tiberios císařem a oženil se s císařovnou vdovou. Od nynějška vystupoval pod jménem Konstantinos.
Energicky pokračoval v obranném boji proti Avarům a Peršanům, avšak uzavřít s nimi mír se mu nepodařilo. Naopak Avaři a s nimi spojení Slované pronikali intenzivněji než kdy dříve na Balkán. Ukončit válku s Peršany dokázal teprve jeho nástupce Maurikios.
Tiberios ještě silněji než jeho předchůdce začal vyprazdňovat státní kasu a vyzbrojovat římské vojsko. Byl velmi oblíben mezi lidem, díky tomu, že mu zpět vyplatil čtvrtinu daní vybraných v říši a rozdával velké sumy na různé dobročinné účely.
Této jeho marnotratnosti byl učiněn konec ve čtvrtém roce jeho vlády, když se jeho zdravotní stav náhle zhoršil. Onemocněl a zakrátko na to 13. srpna 582 zemřel. Ještě předtím stihl adoptovat úspěšného vojevůdce Maurikia, ustavit ho svým nástupcem a oženit ho se svou druhou dcerou Constantií.